# 응우옌주
완유(베트남어: Nguyễn Du / 阮攸 1766년 1월 3일 ~ 1820년 9월 16일)는 베트남 레 왕조 말기와 응우옌 왕조 초기의 문신, 정치인, 시인이다. 자(字)는 소여(베트남어: Tố Như / 素如), 호(號)는 청헌(베트남어: Thanh Hiên / 清軒), 홍선랍호(베트남어: Hồng Sơn lạp hộ / 鴻山獵戶), 남해조도(南海釣徒) 등. 쯔놈으로 쓴 68체 3,254행의 장편시이자 근대 베트남의 대서사시 중의 하나인 금운교전(金雲翹傳)의 저자이다.
응우옌주는 탕롱 출신으로 그의 가계는 레 왕조의 고관으로 근무하였고 그 역시 레 왕조를 섬겼다. 11세에 아버지를 잃고, 13세에 어머니를 잃은 뒤 가장이 되어 형제들과 이복형제들을 양육하였다. 레 왕조의 관료로 생활하던 중 레 왕조가 망하자 왕조의 복귀를 노력했으나 실패했다. 그 뒤 자롱 황제가 응우옌 왕조를 세우자 군인과 외교관으로 활동하다 1802년에는 주청나라안남국 대사로 파견되어 베이징(北京)에 갔다. 명나라의 중국 소설을 베트남어로 번역, 이를 주제로 쓴 서사시 금운교전(金雲翹傳)을 발표하였다.

## 저작
- 금운교전(Đoạn trường tân thanh 斷腸新聲, Kim Vân Kiều truyện 金雲翹傳)
- 북행잡록(Bắc Hành Tạp Lục 北行雜錄)
- 무명시(Nam Trung Tạp Ngâm 南中雜吟)

## 전기 자료
- 《대남실록·대남정편열전초집》 권20, 〈제신〉17, 응우옌 주

## 같이 보기
- 베트남의 역사